# Mahela Jayawardene
Denagamage Proboth Mahela de Silva Jayawardene (syng. දෙනගමගේ ප්‍රබෝත් මහේල ද සිල්වා ජයවර්ධන, ur. 27 maja 1977 w Kolombo) – lankijski krykiecista, batsman, wieloletni reprezentant kraju (także jako kapitan). Rekordzista Sri Lanki pod względem występów w meczach testowych (149) oraz liczby punktów zdobytych w jednym inningsie meczu testowego (374 - 4. wynik na świecie). Wybrany przez ESPN Cricinfo jednym z najlepszych graczy w historii reprezentacji narodowej.
Uczestnik Mistrzostw Świata (1999, 2003, 2007, 2011) oraz Mistrzostw Świata w odmianie Twenty20 (2007, 2009, 2010, 2012, 2014).
Podczas pobytu z reprezentacją w Pakistanie w 2009 roku został ranny, gdy autobus wiozący lankijskich krykiecistów został ostrzelany przez jedną z działających tam grup terrorystycznych.